# Jovan Radivojević
 Ovo je glavno značenje pojma Jovan Radivojević. Za druga značenja pogledajte Jovan Radivojević (razdvojba).
Jovan Radivojević (Borovo, 4. veljače 1974. - Vukovar, 29. svibnja 2016.), svećenik SPC, protojerej, starješina Hrama Prepodobne matere Paraskeve na Dobroj vodi u Vukovaru. Osnovnu školu završio u Borovu,  bogosloviju u Sr. Karlovcima, i teologiju na Bogoslovskom fakultetu Sveučilišta u Beogradu. Tragično je poginuo u prometnoj nezgodi na vukovarskoj obilaznici kod vukovarskog gradskoga naselja Lužac.
Napisao je "Spomenicu hrama Prepodobne matere Paraskeve na Dobroj vodi u Vukovaru" i izdao zbirku duhovnih pjesama "Pevaću Gospodu za života svojega". Aktivno je sudjelovao u izdavanju parohijskog časopisa Dobra voda a veliki doprinos dao je i kao voditelj emisije "Reč pravoslavlja" na Radiju Dunav u Vukovaru.